# Diego Coppola
Diego Coppola (Bussolengo, 28 dicembre 2003) è un calciatore italiano, difensore del Brighton e della nazionale italiana.

## Biografia
È nato in Italia, a Bussolengo, in provincia di Verona, ed è cresciuto a Pescantina. Dato che sua madre è olandese, Coppola avrebbe potuto rappresentare la nazionale dei Paesi Bassi.

## Caratteristiche tecniche
Difensore centrale dal fisico imponente, abile nel posizionamento difensivo e nella copertura, è bravo negli anticipi offensivi; duttile tatticamente, ha altresì una buona predisposizione nell'impostazione della manovra. Considerato uno dei calciatori italiani più promettenti della sua generazione, ha dichiarato di ispirarsi a Leonardo Bonucci.

## Carriera

### Club

#### Verona
Inizia a giocare nel Pescantina S.L., per poi passare all'Ambrosiana e infine, all'età di nove anni, entrare a far parte del settore giovanile del Verona. Dopo aver fatto tutta la trafila del vivaio veneto, viene aggregato in pianta stabile in prima squadra nella prima parte della stagione 2021-2022, agli ordini del tecnico Igor Tudor; quindi, esordisce in prima squadra il 15 dicembre 2021, a 17 anni, partendo da titolare nella partita di Coppa Italia persa per 3-4 contro l'Empoli. Quindi, il 16 gennaio 2022, debutta in Serie A in occasione dell'incontro vinto per 2-4 contro il Sassuolo, dove sostituisce Federico Ceccherini all'81º minuto.
Nella stagione 2022-2023, il difensore trova maggiore spazio, chiudendo con 19 presenze in campionato, scendendo in campo anche nello spareggio salvezza contro lo Spezia (vinto 3-1).
Il 4 febbraio 2024, realizza il suo primo gol in Serie A, nella gara persa per 2-1 contro il Napoli al Maradona. Il 20 aprile seguente, realizza un'altra rete in campionato, decidendo la sfida contro l'Udinese (1-0).
Nella stagione 2024-2025, si impone definitivamente come titolare nella difesa gialloblu, chiudendo il campionato con 34 presenze e due reti, contro Parma e Lecce, contribuendo così alla salvezza del Verona. Ha collezionato in tutto 85 presenze e quattro gol con il club, prima di lasciare i Mastini,  direzione Inghilterra.

#### Brighton
Il 17 giugno 2025, viene annunciato ufficialmente l'ingaggio a titolo definitivo di Coppola da parte del Brighton, in Premier League, con cui firma un contratto quinquennale, valido a partire dal 1° luglio seguente; l'accordo è stato concluso sulla base di circa 11 milioni di euro, più un milione di bonus legati alle presenze, e una percentuale sulla futura rivendita del 10% a favore del Verona.

### Nazionale

#### Nazionali giovanili
Nel giugno del 2022, partecipa con la nazionale Under-19 all'Europeo di categoria in Slovacchia, competizione in cui gli Azzurrini giungono fino alle semifinali, eliminati dai futuri campioni dell'Inghilterra.
Nel marzo del 2023, riceve la sua prima convocazione con la nazionale Under-21, guidata dal commissario tecnico Paolo Nicolato, per due amichevoli contro Serbia e Ucraina; tuttavia, deve in seguito rinunciare alla chiamata per sua indisponibilità. Fa il suo esordio con gli azzurrini il successivo 12 settembre, con il nuovo selezionatore Carmine Nunziata, giocando titolare nella partita di qualificazione all'Europeo di categoria vinta per 2-0 sul campo della Turchia. Nel giugno 2025 viene convocato per l'Europeo Under-21 organizzato in Slovacchia, in cui Coppola gioca le partite contro Slovacchia (vinta 1-0), Spagna (pareggiata 1-1), fino ai quarti di finale persi 3-2 ai tempi supplementari contro la Germania.

#### Nazionale maggiore

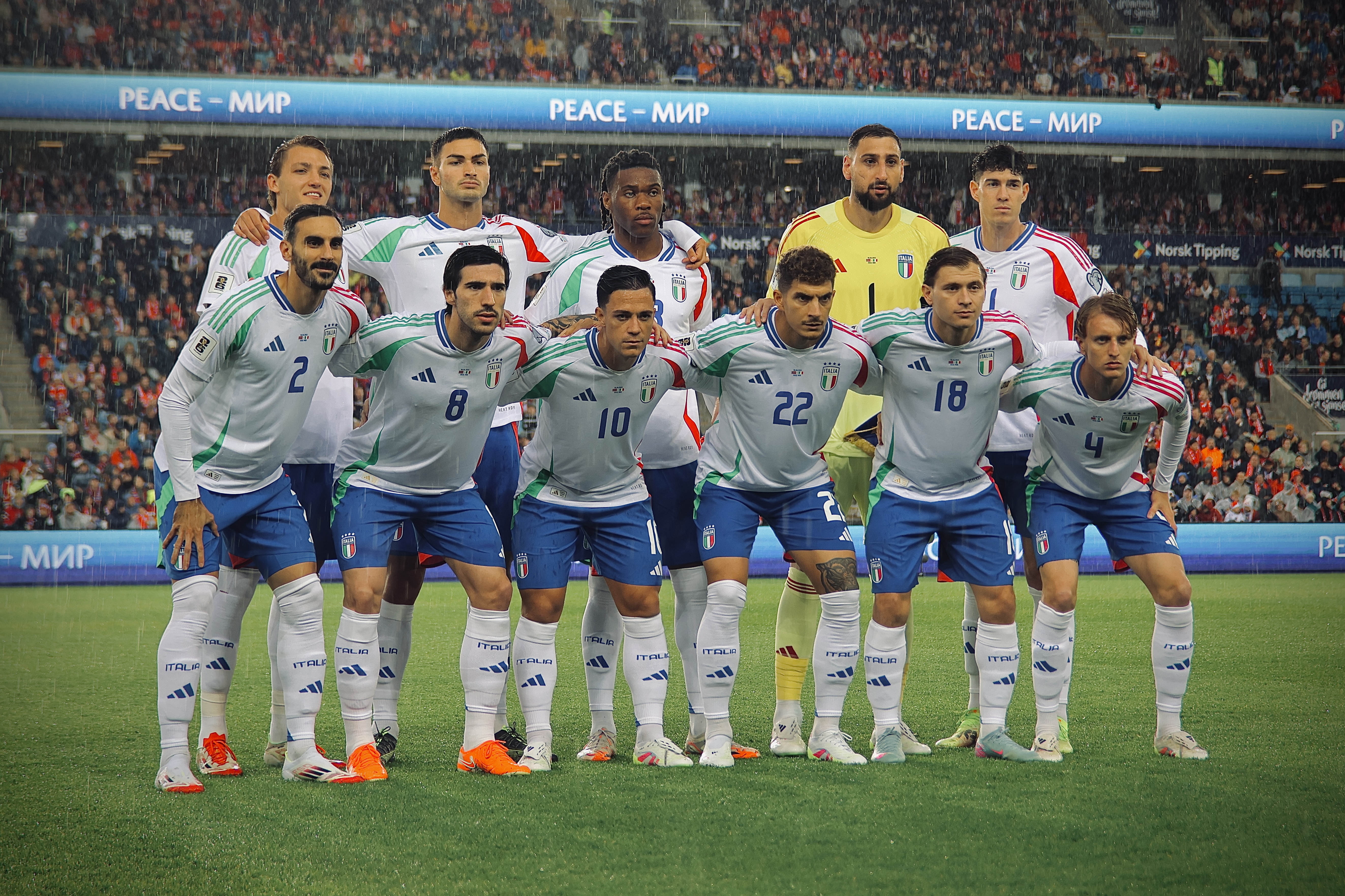
Coppola (in piedi, secondo da sinistra) all'esordio in nazionale, il 6 giugno 2025

Nel maggio del 2022, viene chiamato dal commissario tecnico della nazionale, Roberto Mancini, per uno stage insieme ad altri 52 giovani ritenuti di "interesse nazionale".
Nel maggio del 2025, riceve la prima convocazione in nazionale dal selezionatore Luciano Spalletti, in vista delle gare di qualificazione al campionato del mondo 2026 contro Norvegia e Moldavia. Debutta il successivo 6 giugno, a 21 anni, scendendo in campo da titolare nella prima delle due partite, contro i norvegesi, persa per 3-0 a Oslo.

## Statistiche

### Presenze e reti nei club
Statistiche aggiornate al 22 giugno 2025.
| Stagione        | Squadra         | Campionato      | Campionato | Campionato | Coppe nazionali | Coppe nazionali | Coppe nazionali | Coppe continentali | Coppe continentali | Coppe continentali | Altre coppe | Altre coppe | Altre coppe | Totale | Totale |
| Stagione        | Squadra         | Comp            | Pres       | Reti       | Comp            | Pres            | Reti            | Comp               | Pres               | Reti               | Comp        | Pres        | Reti        | Pres   | Reti   |
| --------------- | --------------- | --------------- | ---------- | ---------- | --------------- | --------------- | --------------- | ------------------ | ------------------ | ------------------ | ----------- | ----------- | ----------- | ------ | ------ |
| 2021-2022       | Verona          | A               | 4          | 0          | CI              | 1               | 0               | -                  | -                  | -                  | -           | -           | -           | 5      | 0      |
| 2022-2023       | Verona          | A               | 19         | 0          | CI              | 0               | 0               | -                  | -                  | -                  | -           | -           | -           | 19     | 0      |
| 2023-2024       | Verona          | A               | 24         | 2          | CI              | 2               | 0               | -                  | -                  | -                  | -           | -           | -           | 26     | 2      |
| 2024-2025       | Verona          | A               | 34         | 2          | CI              | 1               | 0               | -                  | -                  | -                  | -           | -           | -           | 35     | 2      |
| Totale Verona   | Totale Verona   | Totale Verona   | 81         | 4          |                 | 4               | 0               |                    | -                  | -                  |             | -           | -           | 85     | 4      |
| 2025-2026       | Brighton        | PL              | 0          | 0          | FACup+CdL       | 0+0             | 0+0             | -                  | -                  | -                  | -           | -           | -           | 0      | 0      |
| Totale carriera | Totale carriera | Totale carriera | 81         | 4          |                 | 4               | 0               |                    | -                  | -                  |             | -           | -           | 85     | 4      |

### Cronologia presenze e reti in nazionale
| Cronologia completa delle presenze e delle reti in nazionale ― Italia | Cronologia completa delle presenze e delle reti in nazionale ― Italia | Cronologia completa delle presenze e delle reti in nazionale ― Italia | Cronologia completa delle presenze e delle reti in nazionale ― Italia | Cronologia completa delle presenze e delle reti in nazionale ― Italia | Cronologia completa delle presenze e delle reti in nazionale ― Italia | Cronologia completa delle presenze e delle reti in nazionale ― Italia | Cronologia completa delle presenze e delle reti in nazionale ― Italia |
| Data                                                                  | Città                                                                 | In casa                                                               | Risultato                                                             | Ospiti                                                                | Competizione                                                          | Reti                                                                  | Note                                                                  |
| --------------------------------------------------------------------- | --------------------------------------------------------------------- | --------------------------------------------------------------------- | --------------------------------------------------------------------- | --------------------------------------------------------------------- | --------------------------------------------------------------------- | --------------------------------------------------------------------- | --------------------------------------------------------------------- |
| 6-6-2025                                                              | Oslo                                                                  | Norvegia                                                              | 3 – 0                                                                 | Italia                                                                | Qual. Mondiali 2026                                                   | -                                                                     |                                                                       |
| 9-6-2025                                                              | Reggio Emilia                                                         | Italia                                                                | 2 – 0                                                                 | Moldavia                                                              | Qual. Mondiali 2026                                                   | -                                                                     | 82’                                                                   |
| Totale                                                                |                                                                       | Presenze                                                              | 2                                                                     |                                                                       | Reti                                                                  | 0                                                                     |                                                                       |

| Cronologia completa delle presenze e delle reti in nazionale ― Italia under 21 | Cronologia completa delle presenze e delle reti in nazionale ― Italia under 21 | Cronologia completa delle presenze e delle reti in nazionale ― Italia under 21 | Cronologia completa delle presenze e delle reti in nazionale ― Italia under 21 | Cronologia completa delle presenze e delle reti in nazionale ― Italia under 21 | Cronologia completa delle presenze e delle reti in nazionale ― Italia under 21 | Cronologia completa delle presenze e delle reti in nazionale ― Italia under 21 | Cronologia completa delle presenze e delle reti in nazionale ― Italia under 21 |
| Data                                                                           | Città                                                                          | In casa                                                                        | Risultato                                                                      | Ospiti                                                                         | Competizione                                                                   | Reti                                                                           | Note                                                                           |
| ------------------------------------------------------------------------------ | ------------------------------------------------------------------------------ | ------------------------------------------------------------------------------ | ------------------------------------------------------------------------------ | ------------------------------------------------------------------------------ | ------------------------------------------------------------------------------ | ------------------------------------------------------------------------------ | ------------------------------------------------------------------------------ |
| 12-9-2023                                                                      | İzmit                                                                          | Turchia under 21                                                               | 0 – 2                                                                          | Italia under 21                                                                | Qual. Europeo Under-21 2025                                                    | -                                                                              |                                                                                |
| 17-10-2023                                                                     | Bolzano                                                                        | Italia under 21                                                                | 2 – 0                                                                          | Norvegia under 21                                                              | Qual. Europeo Under-21 2025                                                    | -                                                                              | 39’                                                                            |
| 21-11-2023                                                                     | Cork                                                                           | Irlanda under 21                                                               | 2 – 2                                                                          | Italia under 21                                                                | Qual. Europeo Under-21 2025                                                    | -                                                                              | 35’                                                                            |
| 26-3-2024                                                                      | Ferrara                                                                        | Italia under 21                                                                | 1 – 1                                                                          | Turchia under 21                                                               | Qual. Europeo Under-21 2025                                                    | -                                                                              |                                                                                |
| 5-9-2024                                                                       | Latina                                                                         | Italia under 21                                                                | 7 – 0                                                                          | San Marino under 21                                                            | Qual. Europeo Under-21 2025                                                    | -                                                                              |                                                                                |
| 10-9-2024                                                                      | Stavanger                                                                      | Norvegia under 21                                                              | 0 – 3                                                                          | Italia under 21                                                                | Qual. Europeo Under-21 2025                                                    | -                                                                              | 40’                                                                            |
| 15-11-2024                                                                     | Empoli                                                                         | Italia under 21                                                                | 2 – 2                                                                          | Francia under 21                                                               | Amichevole                                                                     | -                                                                              |                                                                                |
| 21-3-2025                                                                      | Venezia                                                                        | Italia under 21                                                                | 1 – 2                                                                          | Paesi Bassi under 21                                                           | Amichevole                                                                     | -                                                                              |                                                                                |
| 14-6-2025                                                                      | Trnava                                                                         | Slovacchia under 21                                                            | 0 – 1                                                                          | Italia under 21                                                                | Europeo Under-21 2025 - 1º turno                                               | -                                                                              |                                                                                |
| 17-6-2025                                                                      | Trnava                                                                         | Spagna under 21                                                                | 1 – 1                                                                          | Italia under 21                                                                | Europeo Under-21 2025 - 1º turno                                               | -                                                                              |                                                                                |
| 22-6-2025                                                                      | Dunajská Streda                                                                | Germania under 21                                                              | 3 – 2 dts                                                                      | Italia under 21                                                                | Europeo Under-21 2025 - Quarti di finale                                       | -                                                                              |                                                                                |
| Totale                                                                         |                                                                                | Presenze                                                                       | 11                                                                             |                                                                                | Reti                                                                           | 0                                                                              |                                                                                |

## Palmarès

### Club

#### Competizioni giovanili
- Campionato Primavera 2: 1

Verona: 2020-2021 (girone A)